# 貞觀
貞觀（627年正月—649年十二月）是唐朝第二代君主唐太宗李世民的年號，共23年。
貞觀二十三年六月唐高宗即位沿用。

## 出處
貞觀一詞出自《周易．繫辭下》：「天地之道，貞觀者也。」韓康伯注：「天地萬物莫不保其貞以全其用也。」孔穎達疏：「天覆地載之道以貞正得一，故其功可為物之所觀也。」陳夢雷淺述：「觀，示也。天地常垂象以示人，故曰貞觀。」

## 改元
- 武德十年——正月一日，改元貞觀元年。[3][4][5]
- 貞觀二十三年——五月二十六日，唐太宗崩。六月一日，太子李治繼位。[6][7][8]
- 貞觀二十四年——正月一日，改元永徽元年。[6][7][8]

## 大事記

### 貞觀之治
唐太宗李世民即位後，在經濟上，推行均田制，提升農業生產力，以配合租庸調法。在政治方面，唐太宗在隋朝的基礎上，確立三省六部制，分為中書省、門下省及尚書省，明確劃分三省職能，並以三省的首長為宰相，務求集思廣益。此外唐太宗還定期舉行科舉，提拔優秀人才。軍事及外交上，唐太宗於即位之初擊敗突厥入侵，定立渭水之盟，其後更攻破東突厥，佔領北漠，威震四方，被外族冠以「天可汗」之名，並於貞觀十五年（公元641年）把文成公主遠嫁吐蕃。此外唐太宗留心吏治，裁汰冗員。唐太宗重視人才，不計前嫌，以房玄齡、魏徵、長孫無忌等賢臣，助理政務，並鼓勵羣臣直諫。令唐朝在貞觀年間（公元627年~公元649年）國力極速提升，史稱貞觀之治，並為其後唐高宗的永徽之治，武則天的貞觀遺風及唐玄宗的開元盛世奠定重要基礎。

## 出生
贞观元年
- 李贞
- 唐休璟

貞觀二年
- 唐高宗李治

貞觀二十二年
- 許王李素節 (李治之子)

## 逝世
貞觀九年
- 唐高祖李淵

貞觀十年
- 文德順聖皇后長孫無垢

貞觀十二年
- 書法名家虞世南

貞觀十五年
- 書法名家歐陽詢

貞觀十七年
- 太子太師魏徵

貞觀十九年
- 廢太子李承乾

貞觀二十三年
- 唐太宗李世民

## 纪年
| 貞觀 | 元年     | 二年     | 三年     | 四年   | 五年   | 六年   | 七年   | 八年   | 九年   | 十年   |
| ---- | -------- | -------- | -------- | ------ | ------ | ------ | ------ | ------ | ------ | ------ |
| 公元 | 627年    | 628年    | 629年    | 630年  | 631年  | 632年  | 633年  | 634年  | 635年  | 636年  |
| 干支 | 丁亥     | 戊子     | 己丑     | 庚寅   | 辛卯   | 壬辰   | 癸巳   | 甲午   | 乙未   | 丙申   |
| 貞觀 | 十一年   | 十二年   | 十三年   | 十四年 | 十五年 | 十六年 | 十七年 | 十八年 | 十九年 | 二十年 |
| 公元 | 637年    | 638年    | 639年    | 640年  | 641年  | 642年  | 643年  | 644年  | 645年  | 646年  |
| 干支 | 丁酉     | 戊戌     | 己亥     | 庚子   | 辛丑   | 壬寅   | 癸卯   | 甲辰   | 乙巳   | 丙午   |
| 貞觀 | 二十一年 | 二十二年 | 二十三年 |        |        |        |        |        |        |        |
| 公元 | 647年    | 648年    | 649年    |        |        |        |        |        |        |        |
| 干支 | 丁未     | 戊申     | 己酉     |        |        |        |        |        |        |        |

## 同期存在的其他政權年號
- 中國
  - 永隆（618年－628年）：隋朝時期—梁政權梁師都之年号
  - 延壽（624年－640年）：高昌—麴文泰之年号
- 朝鮮半島
  - 建福（584年－634年）：新羅—真平王、善德王之年號
  - 仁平（634年－647年）：新羅—善德王之年號
  - 太和（647年－650年）：新羅—真德王之年號
- 日本飞鸟时代
  - 大化（645年－650年）：孝德天皇之年号

## 參看
- 贞观之治
- 中國年號索引
- 其他使用貞觀年號的政權

## 引用
1. ↑  讀音參見《重編國語辭典修訂本》等
2. ↑  李崇智，《中國歷代年號考》，第98頁。
3. ↑  劉昫.  . 维基文库.「貞觀元年春正月乙酉，改元。」
4. ↑  歐陽脩.  . 维基文库.「貞觀元年正月乙酉，改元。」
5. ↑  司馬光.  . 维基文库.「〔貞觀元年〕春，正月，乙酉，改元。」
6. 1 2  劉昫.  . 维基文库.「〔貞觀〕二十三年五月己巳，太宗崩。……六月甲戌朔，皇太子即皇帝位，時年二十二。……永徽元年春正月辛丑朔，上不受朝，詔改元。」
7. 1 2  歐陽脩.  . 维基文库.「〔貞觀〕二十三年，太宗有疾，詔皇太子聽政於金液門。四月，從幸翠微宮。太宗崩，以羽檄發六府甲士四千，衞皇太子入于京師。六月甲戌，即皇帝位于柩前。……永徽元年正月辛丑，改元。」
8. 1 2  司馬光.  . 维基文库.「〔貞觀二十三年五月己巳〕有頃，上崩。……六月，甲戌朔，高宗即位，赦天下。……永徽元年春，正月，辛丑朔，改元。」